# Øygarden
Øygarden es un municipio de la provincia de Hordaland, Noruega. Está conformado por 550 islotes y arrecifes. Tiene una población de 4733 habitantes según el censo de 2015.
El municipio está conectado por medio de puentes carreteros con el municipio de Fjell, al norte y con Bergen, la segunda ciudad más poblada de Noruega.
En Øygarden se encuentra el Kystmuseet i Øygarden (museo costero) que refleja la vida de los primeros pobladores que vivieron allí durante la edad de hielo.

## Imágenes

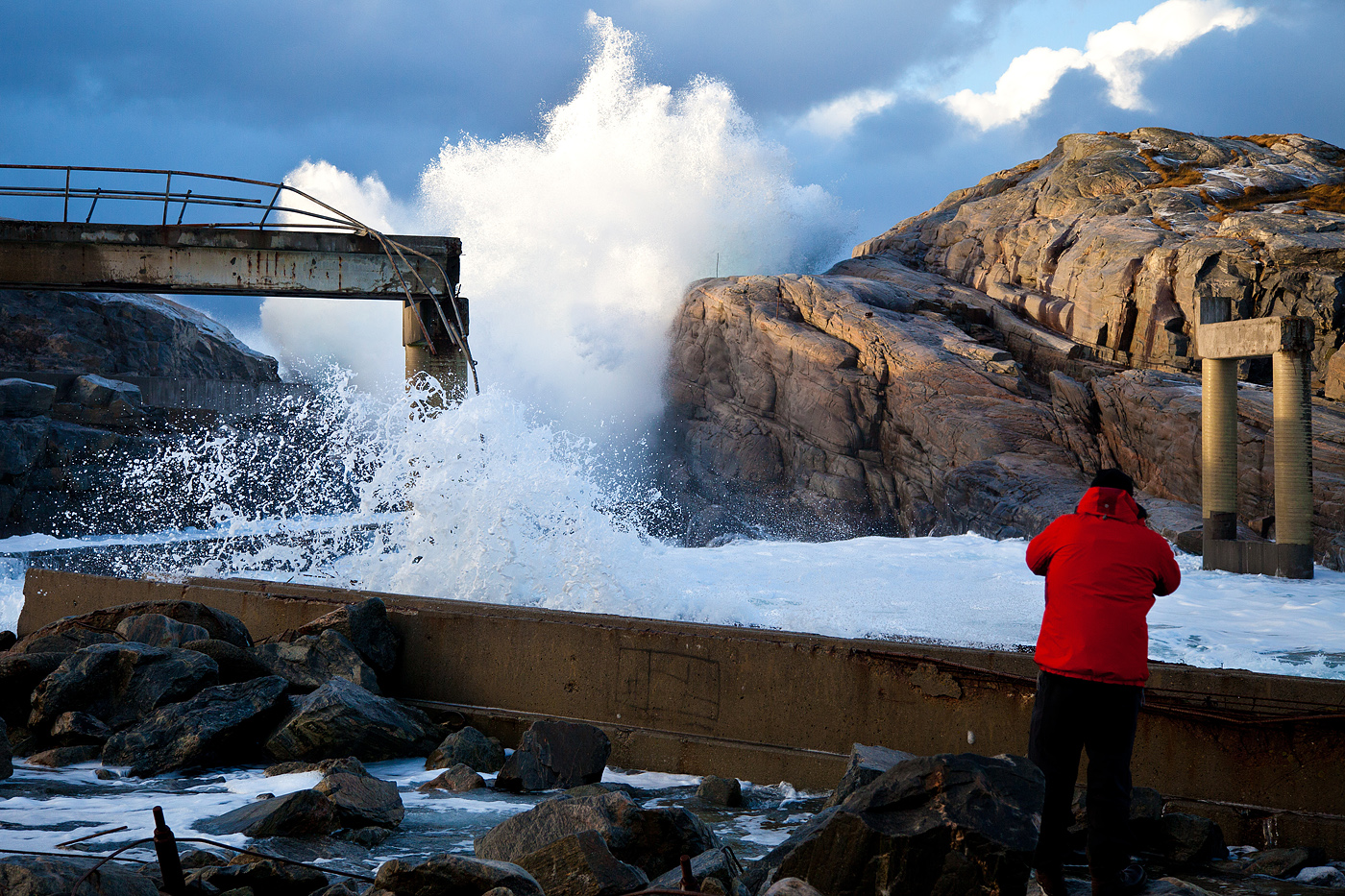
La central mareomotriz en Toftestallen fue finalizada en 1985 y fue destruida por una tormenta en 1988. Vista de los restos en 2013.
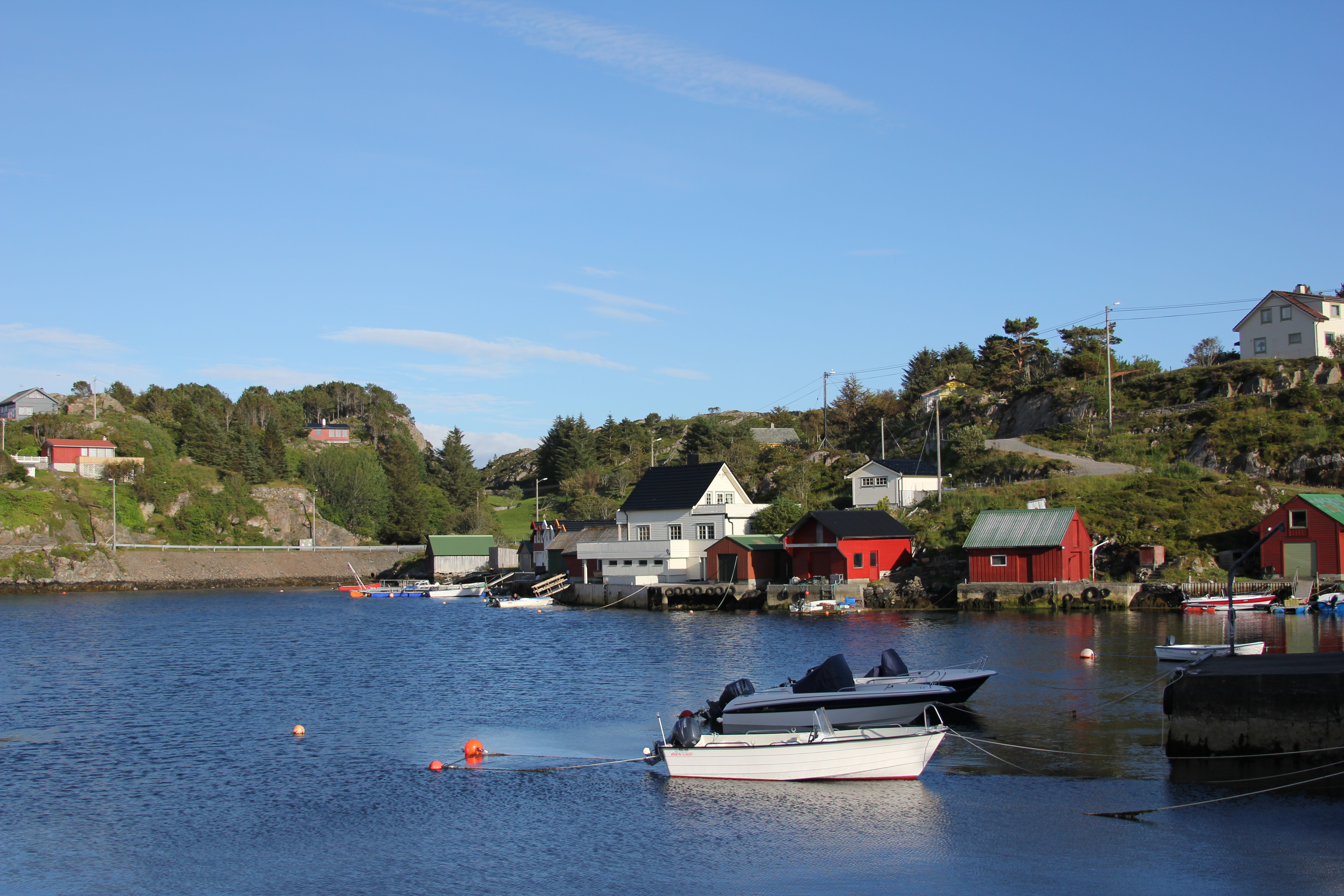
Hellesundet.
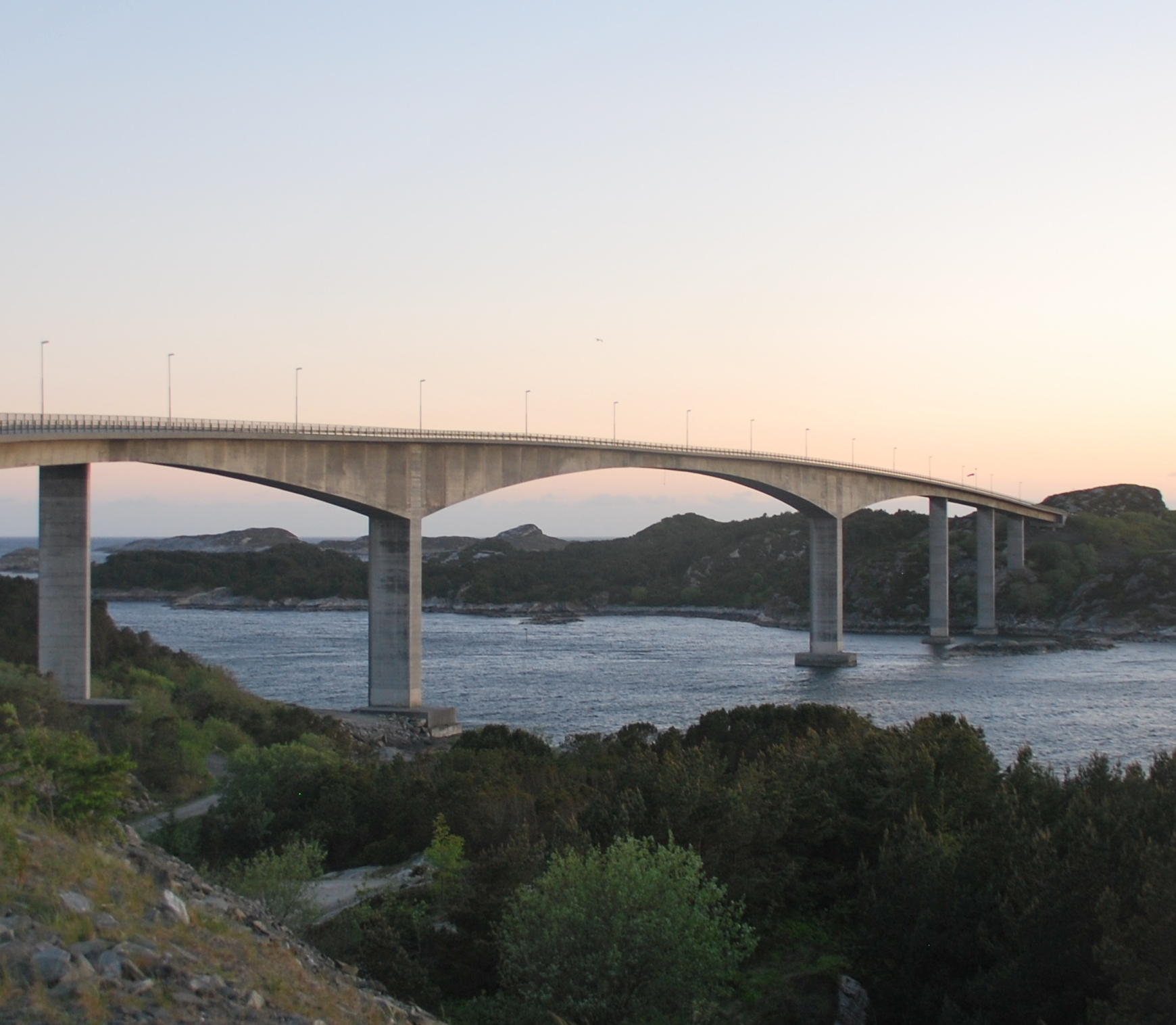
Puente Rongesundet